# Comuna Suhurlui, Galați
Suhurlui este o comună în județul Galați, Moldova, România, formată numai din satul de reședință cu același nume.
Conform recensământului din 2011, comuna Suhurlui are o populație de 1291 de locuitori.

## Demografie
Componența etnică a comunei Suhurlui
     Români (92,93%)
     Alte etnii (7,07%)
Componența confesională a comunei Suhurlui
     Ortodocși (89,04%)
     Penticostali (3,8%)
     Alte religii (0%)
     Necunoscută (7,16%)
Conform recensământului efectuat în 2021, populația comunei Suhurlui se ridică la 1.131 de locuitori, în scădere față de recensământul anterior din 2011, când fuseseră înregistrați 1.291 de locuitori. Majoritatea locuitorilor sunt români (92,93%). Din punct de vedere confesional, majoritatea locuitorilor sunt ortodocși (89,04%), cu o minoritate de penticostali (3,8%), iar pentru 7,16% nu se cunoaște apartenența confesională.

## Politică și administrație
Comuna Suhurlui este administrată de un primar și un consiliu local compus din 9 consilieri. Primarul, Gigi Țuțu[*], de la Partidul Național Liberal, este în funcție din 2008. Începând cu alegerile locale din 2024, consiliul local are următoarea componență pe partide politice:
|  | Partid                          | Consilieri | Componența Consiliului | Componența Consiliului | Componența Consiliului | Componența Consiliului |
|  | ------------------------------- | ---------- | ---------------------- | ---------------------- | ---------------------- | ---------------------- |
|  | Partidul Național Liberal       | 4          |                        |                        |                        |                        |
|  | Partidul Social Democrat        | 3          |                        |                        |                        |                        |
|  | Alianța pentru Unirea Românilor | 1          |                        |                        |                        |                        |
|  | Forța Dreptei                   | 1          |                        |                        |                        |                        |